# وعد محمد
وعد محمد (26 أغسطس 1999 -)، ممثلة ومغنية سعودية. بدأت تخطو أولى خطوتها التمثيلية في فيلم وجدة بعام 2012 مع المخرجة هيفاء المنصور الذي منحتها دور البطولة المطلقة إلى جانب الممثلة ريم عبد الله وحققت نجاح في هذا الفيلم، في عام 2012 كرمت بمهرجان دبي السينمائي كأفضل ممثلة.

## أعمالها
- 2012: فيلم وجدة.[5]
- 2018: مسلسل صيف بارد.[6]

## روابط خارجية
- وعد محمد على موقع IMDb (الإنجليزية)
- وعد محمد على موقع قاعدة بيانات الأفلام العربية
- وعد محمد على موقع ألو سيني (الفرنسية)
- وعد محمد على موقع أول موفي (الإنجليزية)
- وعد محمد على موقع قاعدة بيانات الأفلام السويدية (السويدية)
- وعد محمد على موقع قاعدة بيانات الفيلم (الإنجليزية)
- وعد محمد على موقع كينوبويسك (الروسية)